# Oreophryne minuta
Oreophryne minuta é uma espécie de anfíbio da família Microhylidae.
É endémica da Nova Guiné Ocidental na Indonésia.
Os seus habitats naturais são: regiões subtropicais ou tropicais húmidas de alta altitude.